# PGC 2172817
LEDA/PGC 2172817 ist eine Galaxie im Sternbild Andromeda am Nordsternhimmel. Sie ist schätzungsweise 749 Millionen Lichtjahre von der Milchstraße entfernt und hat einen Durchmesser von etwa 140.000 Lichtjahren. Vom Sonnensystem aus entfernt sich das Objekt mit einer errechneten Radialgeschwindigkeit von näherungsweise 16.700 Kilometern pro Sekunde.

## Galaktisches Umfeld
| Nr. | Galaxie          | Alternativname            | Rek          | Dek          | Distanz/asec |
| --- | ---------------- | ------------------------- | ------------ | ------------ | ------------ |
| →   | LEDA/PGC 2172817 | 2MASX J02361571+4054436   | 02h36m15.71s | +40d54m43.7s | 0            |
| 1   | LEDA/PGC 9848    | WISEA J023536.09+405229.3 | 02h35m36.11s | +40d52m26.1s | 469.75       |
| 2   | LEDA/PGC 9849    | UGC 2068                  | 02h35m26.63s | +40d53m39.9s | 559.77       |
| 3   | LEDA/PGC 2173014 | 2MASX J02352608+4055319   | 02h35m26.10s | +40d55m32.1s | 564.33       |
| 4   | NGC 982          | LEDA/PGC 9838             | 02h35m24.87s | +40d52m11.0s | 596.27       |
| 5   | LEDA/PGC 2175496 | 2MASX J02361607+4105116   | 02h36m16.06s | +41d05m11.4s | 628.02       |
| 6   | LEDA/PGC 2175409 | 2MASX J02363392+4104552   | 02h36m33.92s | +41d04m55.5s | 646.70       |
| 7   | NGC 980          | LEDA/PGC 9831             | 02h35m18.56s | +40d55m35.4s | 649.70       |
| 8   | LEDA/PGC 2169424 | 2MASX J02370086+4041034   | 02h37m00.88s | +40d41m03.6s | 966.96       |